# Мастилена копринка
Мастилената копринка (Coprinus atramentarius) е базидиева гъба от род копринки на семейство Coprinaceae.
Отгоре гъбата е сивобяла, а центърът ѝ е покрит с дребни кафяви люспи. Плодното тяло е месесто. Гуглата е като камбанка и бавно почернява и се разпада от краищата, формирайки мастило. Споровият прашец е черен.
Към този вид гъба, всеки трябва да се отнася с особено внимание. Тя расте на гъсто скупчени групи, които отдалече приличат на купчина заоблени камъчета. Външният вид на мастилената копринка не е много привлекателен, а и тя расте по твърде неприятни места – торища, сечища, в близост до изгнили пънове и болни широколистни дървета. Гъбата е ядлива, докато е съвсем млада, но не притежава вкусови качества и е без аромат. Не се съхранява поради това че се саморазгражда. Поради тези причини гъбарите рядко берат мастилената копринка. Среща се често и обилно от пролет до есен.
Едновременната консумация с алкохол прави гъбата отровна!